# Върховната жрица
Върховната жрица (II) е втората карта от Главната аркана в гадателските колоди Таро. В първото надписано тесте таро, Марсилското от 18-ти век, фигурата е увенчана с папската тиара и е обозначена като La Papesse, папесата, вероятно препратка към легендата за папеса Йоана.
За създаването на колодата на Райдър-Уейт, Папесата от игралните карти е преименувана на Върховната жрица. Носи корона като тази на богинята Хатор, а самият образ напомня на Богородица. Един от създателите на тестето Артър Едуард Уейт спекулира, че картата е свързана с древния култ към Астарта или Дева Мария като олицетворение на богинята майка.

## История

### La Papesse
Първоначалното име на картата е La Papesse или Папесата. Жената в някои от картите е директно свързана с папството посредством triregnum или папската тиара. В някои от модерните вариации на Марсилското таро присъстват ключовете към царството, които са традиционен символ на папството. В таро картата в протестантските и реформирани страни е използван образа на легендарната папеса Йоана. Според мита е избрана за папа дегизирана като мъж, но била разкрита когато родила. Изглежда обаче, че италианските католици виждат Папесата като алегория за църквата, тъй като с встъпването на поста Папата се жени за тялото Христово, което католиците спрягат в женски род.

### Други варианти
В илюстрираното от Памела Колман Смит таро на Райдър-Уейт, Папесата се превръща във Върховната жрица, седнала между колоните Воаз и Яхин (които са особено важни в масонството). Носи корона като на египетската богиня Хатор, синя мантия като на Богородица, а луната е в краката ѝ. Според Артър Едуард Уейт, картата не изобразява папеса Йоана, а вместо това е свързана с древния култ към Астарта.
В по-късни варианти срещаме Дева Мария, метафоричната Христова булка или църквата майка. В швейцарските тестета е кръстена Юнона на кралицата на боговете в римската митология. Във „фламандското тесте“ на Ванденбор (ок. 1750 – 1760) е свързана с Капитана от Комедия дел арте.

### Сестра Манфреда
Папесата в тарото на Висконти-Сфорца е отъждествена със сестра Манфреда, монахиня от Умилиата и роднина на семейство Висконти, която била избрана за папа от еретичната секта на Вилхелмина Бохемска в Ломбардия. В Картите Таро, нарисувани от Бонифачи Бембо, Гертруд Моукли пише:
| „ | Лидерката им Вилхелмина Бохемска умира в Милано през 1281. Най-страстните ѝ последователи вярвали, че тя е въплъщението на Светия дух, изпратен да въведе новата ера, предсказана от Яким Фиорски. Те вярвали, че Вилхелмина ще се завърне на земята на Петдесетница през 1300, когато ще дойде краят на мъжете папи, които ще бъдат заменени от жени папеси. Подготвяйки се за събитието избират сестра Манфреда за първата Папеса, а няколко богати ломбардски рода жертват много, за да предоставят свещените съдове, които се очаквало да използва на литургията в Рим в църквата „Санта Мария Маджоре“. Разбира се, Инквизицията избива новата секта, а „Папесата“ е изгорена на клада през есента на 1300. След това Инквизицията погва Матео Висконти, първия херцог на Милано, заради беглите му връзки със сектата. | “ |

Отъждествяването подкрепят и други историци на Таро, като Майкъл Дъмет в книгата си „Картите Таро на Висконти-Сфорца“ .

## Символика

### Символика на Райдър-Уейт
Върховната жрица в колодата на Райдър-Уейт, на която са базирани повечето модерни тестета, се отъждествява със Шекина, женското божествено присъствие. Тя носи синя роба и седи с ръце в скута. В кракта ѝ е полумесецът, на главата ѝ е „рогата диадема, с глобус по средата“, подобна на короната на древноегипетската бодиня Хатор, но рогата приличат повече на полумесец. Големият кръст на гърдите ѝ символизира баланса на четирите елемента: огън, вода, земя и въздух. Свитъкът в ръцете ѝ е изписан с буквите ТОРА („божествен закон“) и символизира паметта за миналото, настоящето и бъдещето, или Акаша. Седнала е между бялата и черната колона – Яхин и Воаз – на митичния Соломонов храм. Зад нея е завесата на храма: на нея са бродирани палмови листа (мъжки) и нарове (женски), които растат от дървото на живота.
Мотивът на завесата зад трона на Върховната жрица, прикриващ мистериите, които тя пази, е загатнат и в десена на роклята на Императрицата. Двете са сестри, едната създава живот, другата кани живите да опознаят езотеричните мистерии. Зад всичко това се намира нещо като водно тяло, най-вероятно морето. Вода тече през повечето карти на Райдър-Уейт-Смит.

Според книгата на А. Е. Уейт от 1910 г. Picture Key to the Tarot,  Върховната жрица се свързва с:
Тайни, мистерии, неясното бъдеще; жената на Питащия или самата Питаща; тишина, твърдост; мистерия, мъдрост, наука. Обърната: Страст, морален или физичен плам, самонадеяност, повърхностно знание.

### Символика на Марсилското таро
В Марсилското таро носи синя пелерина и червена роба, в контраст с облечения в червена пелерина и синя роба Папа.